# Hans Rall
Hans Rall (* 6. Februar 1912 in Frankenthal; † 11. März 1998 in München) war ein deutscher Historiker und Archivar.
Der Sohn eines Staatsanwaltes am bayerischen Landgericht besuchte nach einem Umzug der Familie das Münchener Ludwigsgymnasium. Anschließend studierte er von 1930 bis 1935 Geschichte, Historische Hilfswissenschaften, mittellateinische Philologie und Germanistik´an der Ludwig-Maximilians-Universität München (LMU). 1935 promovierte er bei Paul Lehmann mit der Arbeit Zeitgeschichtliche Züge im Vergangenheitsbild mittelalterlicher, namentlich mittellateinischer Schriftsteller. In dieser Arbeit gab Rall einen Überblick über die Historiographie des lateinischen Mittelalters von der Karolingerzeit bis in das Spätmittelalter. Ab 1935 schrieb er für die „Weißen Blätter“ historische Aufsätze. Von 1935 bis 1938 absolvierte Rall die Ausbildung für den höheren Archivdienst in Bayern und legte die große Staatsprüfung ab. Es folgte eine Beschäftigung am bayerischen Staatsarchiv Würzburg. In der Zwischenkriegszeit gehörte er dem katholisch-konservativen Kreis um Max Buchner, Ernst Pfeiffer, Reinhold Schneider und Anton Ritthaler an, der sich für die Wiederherstellung der Monarchie einsetzte. Nach dem Kriegsausbruch war er zunächst bei der Luftwaffenmeteorologie und später diente er bei einem Luftwaffensturmbataillon. Im Herbst 1944 geriet er in Lothringen in amerikanische Gefangenschaft.
Auf Veranlassung von Max Spindler wurde Rall Assistent an der Universität München (LMU). 1947 wurde er zum Staatsarchivrat ernannt und erhielt nach der Habilitation die venia legendi für mittlere und neuere Geschichte. Seine Habilitationsschrift Kurbayern in der letzten Epoche der alten Reichsverfassung 1745–1801 ist die bedeutendste Arbeit in den 1950er Jahren zur bayerischen Verfassungs- und Verwaltungsgeschichte für die zweite Hälfte des 18. Jahrhunderts. Rall lehrte als Professor für mittlere und neuere Geschichte an der LMU München. Rall war Direktor der Abteilung Geheimes Hausarchiv im Bayerischen Hauptstaatsarchiv. Seit 1953 war Rall Mitglied der Kommission für die bayerische Landesgeschichte bei der Bayerischen Akademie der Wissenschaften und war von 1973 bis 1983 deren zweiter Vorsitzender. Zu seinen Forschungsschwerpunkten zählten die bayerischen Könige des 19. Jahrhunderts, besonders Maximilian II. und Ludwig II. Seine 1995 vorgelegte Biografie über Wilhelm II. wurde von dem Historiker John C. G. Röhl als eine sehr einseitige Darstellung zu Gunsten des Kaisers, die den Forschungsstand der letzten Jahrzehnte unberücksichtigt lässt, bezeichnet. Für Fritz Fellner war das Buch „eine Spätblüte monarchistischer Geschichtsschreibung“.

## Schriften
- Wilhelm II. Eine Biographie. Styria, Graz u. a. 1995, ISBN 3-222-12182-6.
- Die Wittelsbacher in Lebensbildern. Styria, Graz u. a. 1986, ISBN 3-7917-1035-4.
- Zeittafeln zur Geschichte Bayerns und der mit Bayern verknüpften oder darin aufgegangenen Territorien. Süddeutscher Verlag, München 1974, ISBN 3-7991-5728-X.
- König Ludwig II. und Bismarcks Ringen um Bayern 1870/71. Unter Auswertung unbekannter englischer, preußischer und bayerischer Quellen dargestellt (= Schriftenreihe zur bayerischen Landesgeschichte. Bd. 67). Beck, München 1973, ISBN 3-406-10467-3.
- Kurbayern in der letzten Epoche der alten Reichsverfassung 1745–1801 (= Schriftenreihe zur bayerischen Landesgeschichte. Bd. 45). Beck, München 1952.
- Wittelsbacher Lebensbilder von Kaiser Ludwig bis zur Gegenwart. Führer durch die Münchner Fürstengrüfte mit Verzeichnis aller Wittelsbacher Grablegen und Grabstätten. Wittelsbacher Ausgleichsfonds, München 1979.